# Carrier onboard delivery

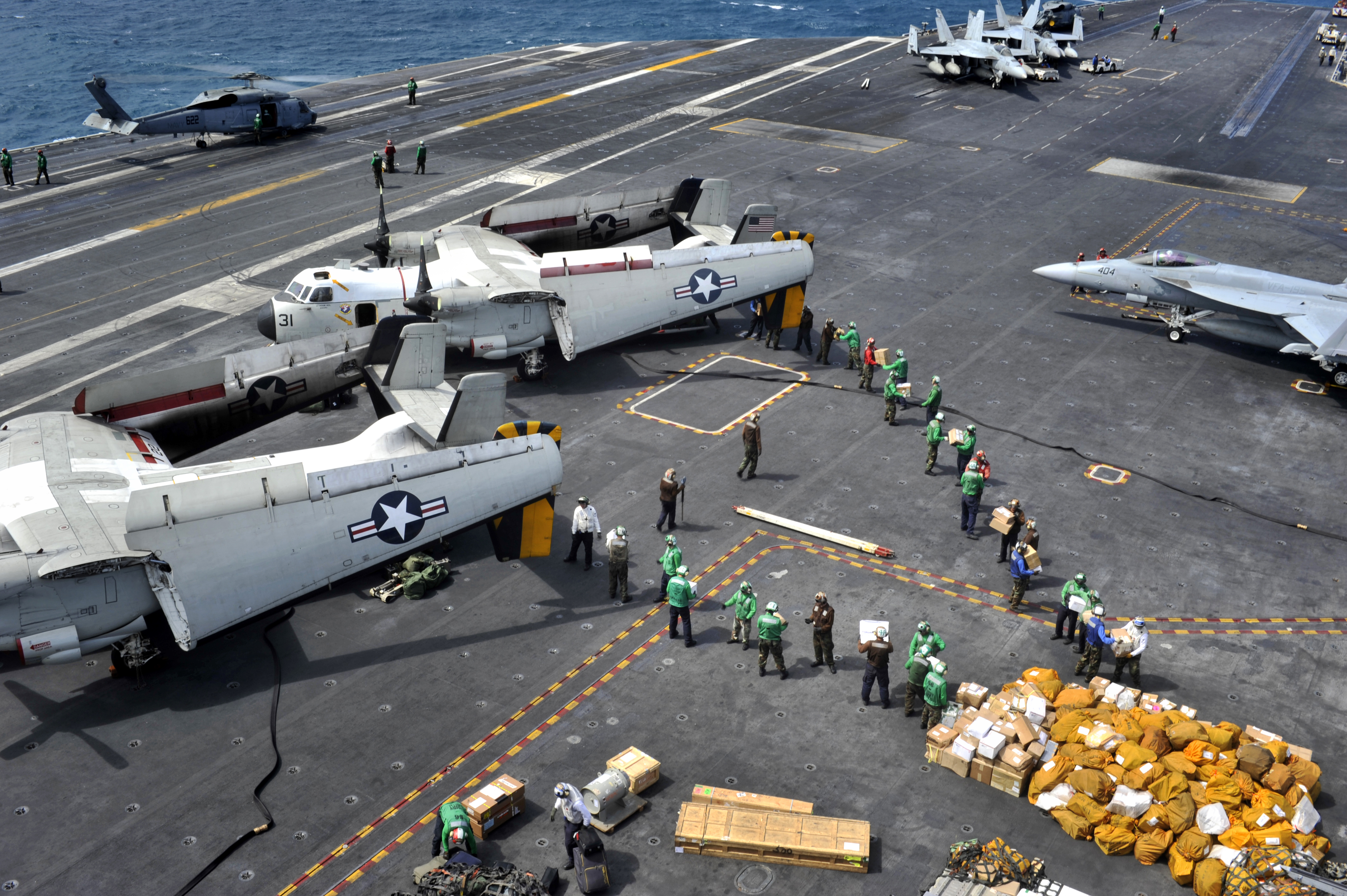
Екіпаж авіаносця вивантажує почту з двох літаків C-2A Greyhound у 2011 році.

Carrier onboard delivery (COD) — використання повітряних суден для перевезення особового складу, пошти, витратних матеріалів та пріоритетних вантажів, таких як запасні частини, від берегових баз на авіаносці у морі. Кілька типів літальних апаратів, включаючи літаки, вертольоти та конвертоплани застосовувалися ВМС для виконання відповідного завдання.  Grumman C-2 Greyhound є основним літаком COD флоту США починаючи з середини 60-х. 

## Історія
Вперше визнання ВМС США  потреби у транспортному літаку, придатному для посадок на палубу авіаносця, призвело до переробки торпедоносців Grumman ТВМ-3 Евенджер у семимісний літак COD. Транспортна модифікація була названа TBM-3R.  Заміна TBM-3R розпочалася наприкінці 1950-х років, коли побудували вантажний варіант бомбардувальника протичовнової оборони Grumman S-2 Tracker (модифікація C-1 Trader). У 1963 році ВМС експериментував з використанням для перевезення пасажирів і вантажів на авіаносці з транспортним літаком С-130 Геркулес.